# Leslie Shaw
Pour les articles homonymes, voir Shaw.
Leslie Ann Shaw Thays (née le 27 février 1989 à Lima) est une chanteuse, compositrice, actrice, mannequin et danseuse péruvienne.

## Biographie
Elle est la fille des Péruviens Richard Shaw et Rosario Thays.
Elle étudie au Colegio Newton et au Colegio Nuestra Señora del Carmen, Carmelitas, dans la ville de Lima.

## Carrière
À quinze ans, Shaw participe à l'émission de télé-réalité Superstar, où elle remporte la deuxième place. Elle attire l'attention de plusieurs entreprises qui commencent à la solliciter comme modèle publicitaire. En 2008, elle rejoint Glow, un groupe avec lequel elle enregistre un album et le quitte peu de temps après.
Shaw se lance en tant qu'artiste solo en 2010 avec Francisco Murias comme producteur. Elle enregistre son premier EP Destrozado y sin control, pour lequel elle réalise deux clips Destrozado y sin control et Una vez más, tous deux diffusés sur MTV en Amérique latine.
Leslie Shaw représente le Pérou dans la catégorie internationale du festival de Viña del Mar, en février 2011. Shaw obtient la deuxième place après trois présentations. De retour à Lima, elle fait la première partie du Lima Pop Festival, où Shakira, Train et Ziggy Marley jouent.
Shaw participe à l'émission de télé-réalité de danse El Gran Show, quatrième saison, où elle remporte la deuxième place après deux mois de compétition. Grâce à sa deuxième place, elle se qualifie pour El gran show: Reyes del show, où elle obtient la septième place. Parallèlement au concours de danse, Shaw fait ses débuts en tant qu'actrice dans Carmín, el musical aux côtés de Diego Bertie.
En 2012, elle anime l'émission Santa Sinnera sur la station de radio Studio 92. En tant que chanteuse, elle sort le single No me verás llorar. Le 3 mai 2012, Shaw est la première partie du concert à Lima d'Ali Campbell, avec qui elle interprète la chanson en duo I Got You Babe.
Shaw fait sa première apparition au cinéma dans le film d'horreur péruvien Cementerio general, sorti en juillet 2013.
Shaw participe au concours de talents d'imitation Tu cara me suena, dans lequel elle remporte la troisième place après quatre mois de compétition.
Le clip vidéo du single Ven est présenté en septembre 2013, puis en novembre le clip vidéo de Don, un hommage à Líbido. Shaw reprend sa carrière de chanteuse avec son premier album sorti en février 2014 Destrozado y sin control.
Le 19 janvier 2015, elle rejoint le programme jeunesse d'América Televisión Esto es guerra, dont le synopsis porte sur des compétitions dont elle est éliminée.
Shaw concourt dans l'émission de télé-réalité de danse El gran show, seizième saison, où elle remporte la deuxième place après trois mois de compétition. Grâce à sa deuxième place, elle se qualifie pour El gran show: Reyes del show, où sa participation est courte.
En 2019, après un succès avec le single La faldita avec le duo vénézuélien Mau & Ricky, Shaw est la première partie des concerts à Lima le 9 mai du chanteur colombien Maluma. Et le 26 juillet, elle participe à la cérémonie d'ouverture des Jeux panaméricains de 2019 à Lima, aux côtés du chanteur portoricain Luis Fonsi, qui se déroule au Estadio Nacional.
En 2020, elle remporte le Premios Heat Latin Music de la meilleure artiste de la région sud, devenant ainsi la première Péruvienne à remporter cette récompense. Cette année-là, le magazine Vogue l'inclut dans son article Le Pérou, berceau des talents.

## Discographie
Album
- 2010 : Destrozado y sin control

EPs
- 2020 : Yo soy Leslie Shaw
- 2023 : Piscis, vol. 1

Singles
- 2010 : Destrozado y sin control
- 2010 : Estúpida chica pop
- 2011 : Luz
- 2011 : Mientes
- 2012 : No me verás llorar
- 2012 : Que esto no pare
- 2013 : Ven
- 2014 : Instinto animal
- 2015 : Siempre más fuerte
- 2016 : Tal para cual, feat. Mario Hart
- 2016 : Decide
- 2017 : Loco (2017)
- 2017 : Volverte a ver (2017), feat. Legarda
- 2018 : Si me ves con alguien
- 2018 : Si me ves con alguien (remix), feat. Kapla & Miky
- 2018 : Si me ves con alguien (female remix), feat. Ali Urban y Mia Mont
- 2019 : Intocable (remix), feat. Tefi y Ali Urban
- 2019 : Faldita, feat. Mau & Ricky
- 2019 : Solterita de oro, feat. Lerica y Gente de Zona
- 2019 : Contigo
- 2019 : Bombón
- 2020 : Estoy soltera, feat. Thalía & Farina
- 2021 : Sola y soltera, feat. el Prefe & Vla Music
- 2021 : La culpa, feat. Jacob Forever & Vla Music
- 2021 : No olvido
- 2021 : C.U.L.I.T.O, feat. Vitão & Saga WhiteBlack
- 2022 : Poderes
- 2022 : Castigo, feat. Márama
- 2022 : Free, feat. Zetto
- 2023 : Piscis
- 2023 : Fin de semana, feat. Hermanos Yaipén

## Filmographie
- 2013 : Cementerio general
- 2013 : Rocanrol 68
- 2015 : Como en el cine
- 2016 : Cementerio general 2
- 2016 : Hasta que la suegra nos separe
- 2017 : Death race 2050